# Віра (ім'я)
Ві́ра — українське жіноче канонічне ім'я. Походить зі старослов'янської мови (Вѣра), де з'явилось як калька з грец. Πίστις, «Пістіс», утвореного від πίστις («віра»).
Українські зменшені форми — Віронька, Вірочка, Віруня, Вірунька, Віруся, Віруська, Вірка, Вірця.

## В інших країнах
Аналогічні імена-кальки з грец. Πίστις чи лат. Fides існують у багатьох інших країнах (англ. Faith, «Фейт», ісп. Fe, «Фе», італ. Fede, Fides, «Феде», «Фідес», пол. Wiara, болг. Вера, Вяра, серб. Вера/Vera) — разом з Любов і Надія. Імена сестер-мучениць Віри, Надії і Любові у Європі прийнято перекладати буквально, у той час ім'я матері їх Софії залишилося в оригінальній грецькій формі.
Окрім того, у мовах багатьох народів існують імена, які можуть являти собою адаптації російської і південнослов'янської форми імені — Вера (англ. Vera, італ. Vera, нім. Vera, рум. Vera, грец. Βέρα, фін. Veera, угор. Vera, яп. ヴェラ, «Вера» тощо). Втім, у низці країн такі імена можуть сприймати як похідні від лат. vera — «справжня», «істинна», «правдива», «надійна» (цікаво, що праслов. *věra і лат. vera мають спільне походження — від праіндоєвроп. *weh₁-ros — «справжній», «правдивий»). У Польщі форма Wiera вживається поряд з питомо польською Wiara, причому з перевагою першої: так, у 1994 році ім'я Wiera носили 4876 жительок Польщі, у той час Wiara — лише 13 (всі носійки останньої форми були народжені до 1940 р.).
Відомі і неканонічні чоловічі форми імені — болг. Верко, серб. Веран/Veran. У католицьких іменословах можна знайти й такі імена, як Вер (Verus), Веран (Veranus), Веріан (Verianus), Верул (Verulus), Верекунд (Verecundus), Вериссим (Verissimus) і Верена (Verena) — вони пов'язані з латинським прикметником verus («справжній, істинний»); Вернер (Wernerus, Wernherus), Веренфрид (Werenfridus) і Веребурга (Wereburga, Wetereburga, Werburga) — германського походження; а також Віридіана (Viridiana) і Віргінія (Virginia).

## Іменини
- За православним календарем — 17 вересня (за юліанським календарем 30 вересня) (мучениця Віра Римська)[4].
- За католицьким календарем — 1 серпня (мучениця Віра Римська), 6 жовтня (мучениця Віра Агеннська (Аженська))[3].

## Відомі носійки
- Свята Віра (пом. 137) — християнська мучениця ІІ ст.
- Віра Василівна Холодна (1893—1919) — російська кіноакторка українського походження
- Вера Чепмен (1898—1996) — англійська письменниця, засновниця Толкінського товариства
- Віра Вовк (Віра Остапівна Селянська, нар. 1926) — бразильсько-українська письменниця
- Віра (Фейт Елізабет) Річ (1936—2009) — англійська поетка й перекладачка, перекладала українських авторів
- Вера фон Лендорф (Верушка) (нар. 1939) — німецька модель і акторка
- Віра Фарміґа (нар. 1973) — американська кіноакторка українського походження
- Вера Йорданова (нар. 1975) — фінська модель болгарського походження
- Віра Брежнева (Віра Вікторівна Галушка, нар. 1982) — українська співачка й акторка, колишня солістка гурту ВІА Гра

## Цікаві факти
- Святі Віра, Надія і Любов вважаються загальнохристиянськими святими і відповідно, їхні імена мають записуватися у формі, прийнятій у тій чи іншій мові. Проте, у Вікіпедії цього правила часто не додержуються. Так, в Іспанській Вікіпедії можна натрапити на такі імена, як «Santa Liubov» і «Santa Nadejda», у Французькій — на «Véra» і «Nadège», в Англійській — на «Saint Vera», «Saint Nadejda», «Saint Liubov» (що є абсурдним — так само, як в українському тексті, наприклад, ім'я Івана Хрестителя передали як «Джон Баптіст», а пророка Іллі — як «пророк Елайджа»). Окрім того, у французькій Вікіпедії можна спостерегти змішення російського імені Вера зі західноєвропейським Véra — латинського походження.